# Фаза видимого клинического благополучия (лучевая болезнь)
Фа́за видимого клинического благополучия, также фаза ходячего трупа (англ. Walking ghost phase — фаза ходячего призрака), период мнимого благополучия при воздействии ионизирующего излучения и/или нейтронного излучения во время острой лучевой болезни, затем сменяющийся крайне мучительными предсмертными страданиями и необратимым нарушением работы всех органов и систем, приводящим к гибели. Это период внешнего здоровья, продолжающийся от нескольких часов до нескольких дней после облучения летальной дозой радиации (от 10 до 50 грей).

## Причины
Фаза мнимого благополучия при воздействии ионизирующего излучения связана с задержкой проявления нарушений в организме. Например, в то время как костный мозг мог быть разрушен и быстро делящиеся низкодифференциированные клетки красного костного мозга убиты образовавшимися под действием ионизирующего излучения радиотоксинами, эффекты этого проявляются не сразу, а через некоторое время. Другой пример — непоправимое поражение быстро делящихся клеток пищеварительной системы, которое может оставаться некоторое время неочевидным, до тех пор пока клетки кишечника не начнут отделяться и выводиться из организма в виде кровавого жидкого стула, и не начнётся кровоизлияние в кишечник. В конечном счёте ткань кишечника перестаёт выполнять функцию по всасыванию питательных веществ из пищи, что влечёт за собой истощение организма, развитие кахексии и инфекционных осложнений на фоне тяжёлой лейкопении и лимфопении, вызванных поражением миелоидных и лимфоидных ростков кроветворения. То же самое происходит с быстро размножающимися клетками иммунной системы, что в конечном счёте приводит к тяжёлому иммунодефициту, а также может привести к сепсису и септическому шоку. Действие ионизирующего излучения фактически останавливает производство новых кровяных клеток ввиду разрушения костного мозга, однако организм ещё способен временно функционировать на старых клетках крови, до тех пор, пока они не выработают свой ресурс - пока эритроциты не будут поглощены макрофагами, а лейкоциты не подвергнутся апоптозу. В конечном счёте происходит отказ всех систем органов, истощение организма, его обезвоживание из-за диареи, рвоты и отмирания и отслоения кожи, и наступает биологическая смерть.

## Прогноз
Прогноз состояния человека в фазе видимого клинического благополучия («ходячего призрака») абсолютно неблагоприятен: пациента ждёт чрезвычайно мучительная смерть (на данный момент гибель после фазы видимого клинического благополучия считается самой мучительной, поэтому требуются меры по снижению страданий с помощью введения в искусственную кому, либо с помощью мощных наркотических опиоидных анальгетиков, таких как фентанил и карфентанил).
В процессе умирания возможны нарушения сознания и впадение в коматозное состояние.

## Лечение
Современная медицина в данном случае пока бессильна. Лечение паллиативное и сводится лишь к уменьшению страданий путём приёма сильных анальгетиков, в том числе и наркотических опиоидных, а также с помощью искусственной комы.